# 쿠마노보시

쿠마노보 시의 위치

쿠마노보시(마케도니아어: Општина Куманово)는 마케도니아 공화국 북부에 위치한 지방 자치체로 행정 중심지는 쿠마노보이며 면적은 509.48km2, 인구는 105,484명(2002년 기준)이다. 북쪽으로는 세르비아와 국경을 접하며 서쪽으로는 립코보 시와 일린덴 시, 아라치노보 시, 남쪽으로는 스베티니콜레 시와 페트로베츠 시, 동쪽으로는 스타로나고리차네 시, 크라토보 시와 접한다.